# 6805 Abstracta
6805 Abstracta eller 4600 P-L är en asteroid i huvudbältet som upptäcktes den 24 september 1960 av den nederländsk-amerikanske astronomen Tom Gehrels och det nederländska astronomparet Ingrid van Houten-Groeneveld och Cornelis Johannes van Houten vid Palomarobservatoriet. Den är uppkallad efter Astronomy and Astrophysics Abstracts.
Asteroiden har en diameter på ungefär 12 kilometer och den tillhör asteroidgruppen Themis.